# Alfredo Castellón Molina
Alfredo Castellón Molina (Saragossa, 4 de novembre de 1930-Madrid, 13 de desembre de 2017) va ser un realitzador de televisió espanyol.

## Biografia
Durant la seva joventut va practicar atletisme, va estudiar Dret i cinema a Itàlia. De retorn a Espanya, va ingressar a l'Escola Oficial de Cinema, on va realitzar el seu primer curt, Un salto de agua.
Autèntic pioner de la televisió a Espanya, va ingressar en TVE pocs mesos després de l'arrencada d'emissions del nou mitjà al país, a l'octubre de 1956, en el llegendari Passeig de la Habana. En els primers temps es va dedicar a realitzar tot tipus de programes: concursos, varietats, entrevistes...
No obstant això, de seguida es va perfilar la seva especialització en el terreny dels espais dramàtics, amb adaptacions per a la pantalla petita de sainets dels germans Álvarez Quintero. El 1959 se li va encarregar un projecte més ambiciós, Palma y Don Jaime, telesèrie protagonitzada per Elena María Tejeiro, amb José Luis López Vázquez i Pastor Serrador.
Ja en la dècada dels seixanta, es va encarregar de la realització d'adaptacions en alguns dels espais més emblemàtics de teatre televisat del moment, com Primera fila, Novela o Estudio 1, aconseguint notables dosis de qualitat en les seves versions de L'avar, de Molière, Puebla de las mujeres, dels germans Álvarez Quintero i Vía Crucis, de Gerardo Diego.
La seva obra va aconseguir les seves majors quotes d'acceptació per part dels televidents amb espais com La casa de los Martínez, Visto para sentencia o El último café. Va obtenir una Antena de Oro 1967.
El 1987 va rodar la pel·lícula per a televisió Las gallinas de Cervantes, protagonitzada per Miguel Rellán i Josep Maria Pou, que va obtenir el Premi Europa de Televisió.
Quatre anys després, en l'espai Mujeres, va fer una semblança de l'escriptora María Zambrano.
Posteriorment es va dedicar també a la direcció teatral, amb obres com Antígona (1991), amb Victoria Vera, al Festival de Teatre Clàssic de Mèrida.
Va morir a l'Hospital Ramón y Cajal el 13 de desembre de 2017, a conseqüència d'una malaltia del cor que patia des de feia anys. Poc temps abans de morir va presentar el seu últim llibre en el Centre Aragonès de Madrid, Apólogos, una col·lecció d'aforismes, microrelats i poemes en prosa on retia homenatge als seus pares.